# Château de Turly
Le château de Turly est situé sur la commune de Saint-Michel-de-Volangis, dans le département du Cher, en France.

## Historique
Résidence de plaisance des archevêques de Bourges depuis la fin du XIIe siècle, il est reconstruit en 1496 à l'initiative de l'archevêque Guillaume de Cambrai.
Le monument fait l’objet d’une inscription au titre des monuments historiques depuis le 20 janvier 2006.